# Église Saint-Michel de La Turbie
L'église Saint-Michel-Archange est une église catholique, consacrée à l’Archange saint-Michel située sur la commune de La Turbie, dans le département des Alpes-Maritimes, en France.
Le site est englobé dans un parc public entourant le Trophée des Alpes et s’ouvre, au sud, sur la baie de Monte-Carlo.

## Historique et description
L'église est typique du style baroque niçois et fait partie de l’itinéraire touristique du baroque Allegro baroque Nisso-Ligure,. 
Elle a été construite, comme le stipule une inscription, avec les pierres provenant du trophée d'Auguste entre 1764 et 1777.
Elle se compose d'un vaste vaisseau ellipsoïdal prolongé d'un chœur à abside et hémicycle. Les six chapelles latérales sont voûtées en berceau.
Le clocher à bulbe, comprenant quatre cloches tournées vers les quatre directions (dont la cloche Santa Maria de 1774), est couvert de tuiles polychromes vernissées.
L'édifice est classé au titre des monuments historiques le 21 janvier 1938.

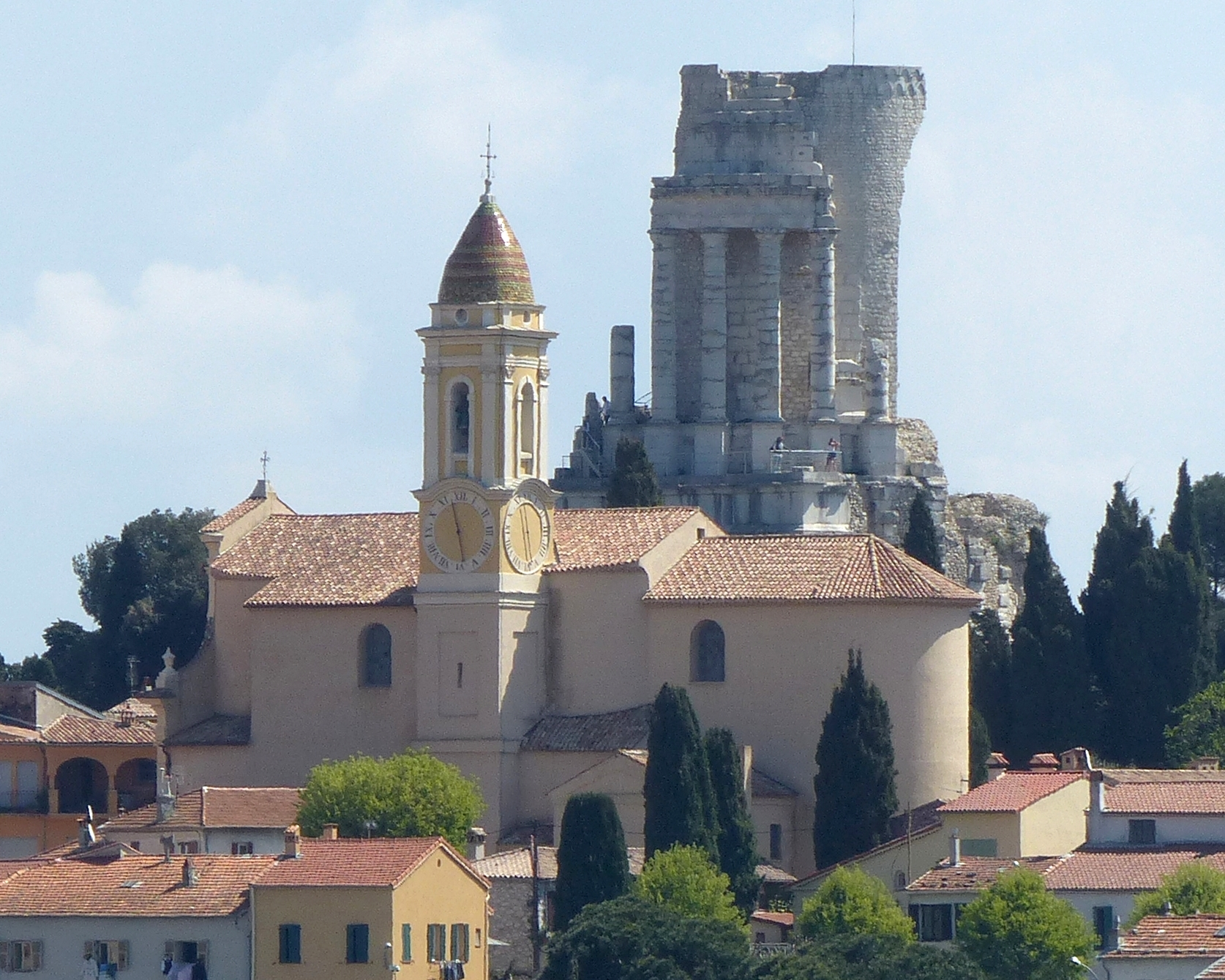
L'église Saint-Michel et, à l'arrière, le Trophée des Alpes.
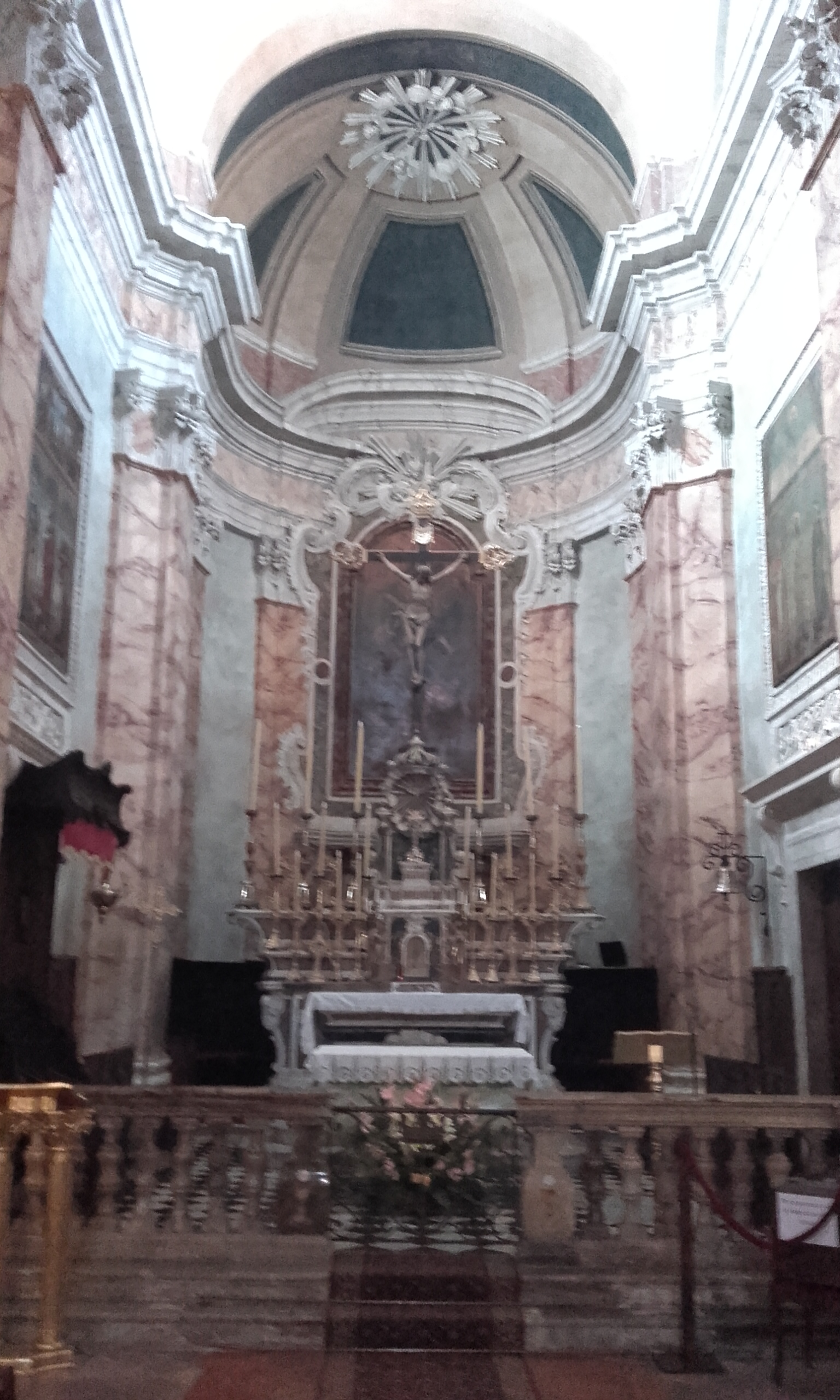
Le chœur et l'orgue.
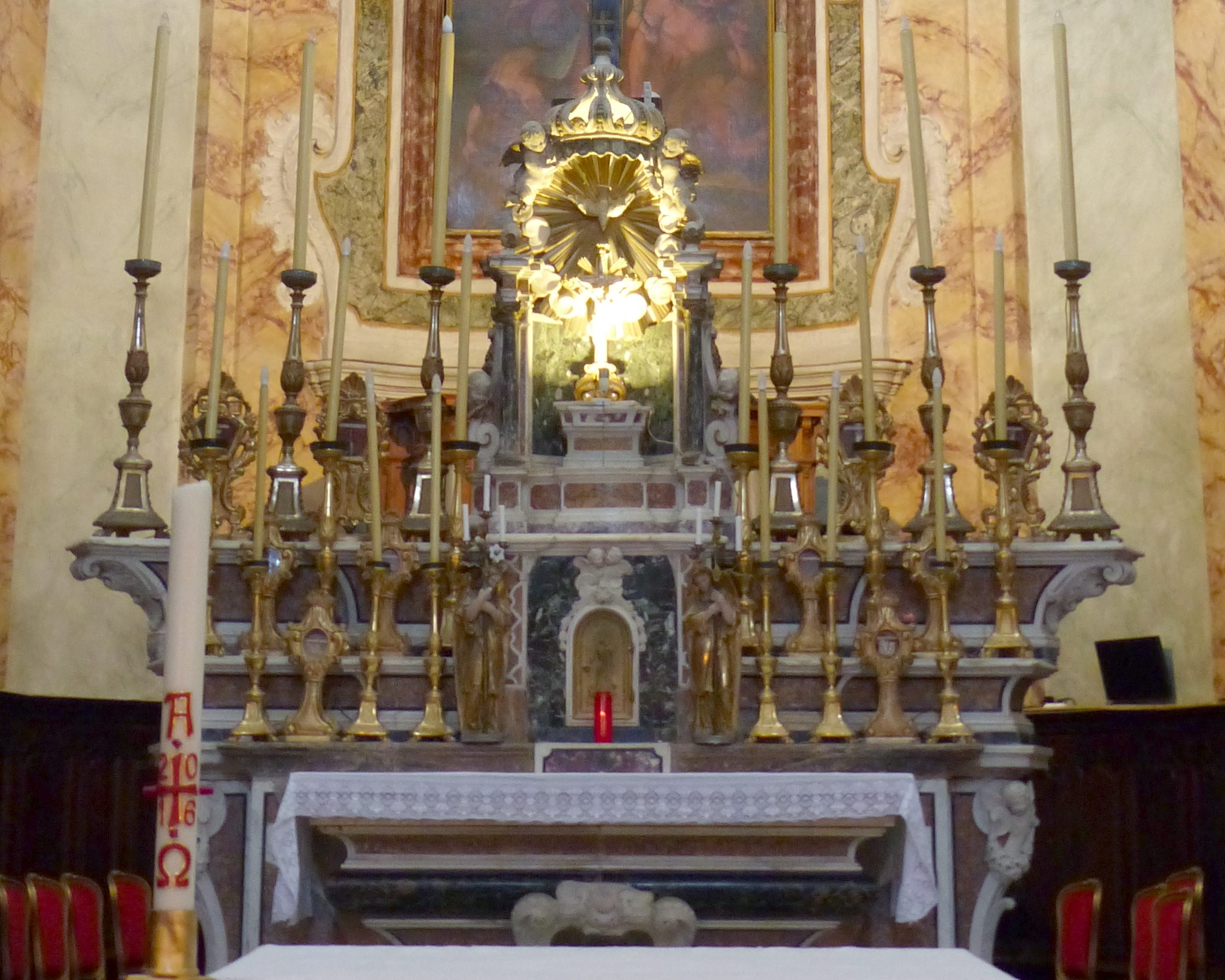
Maître-autel et sa garniture.
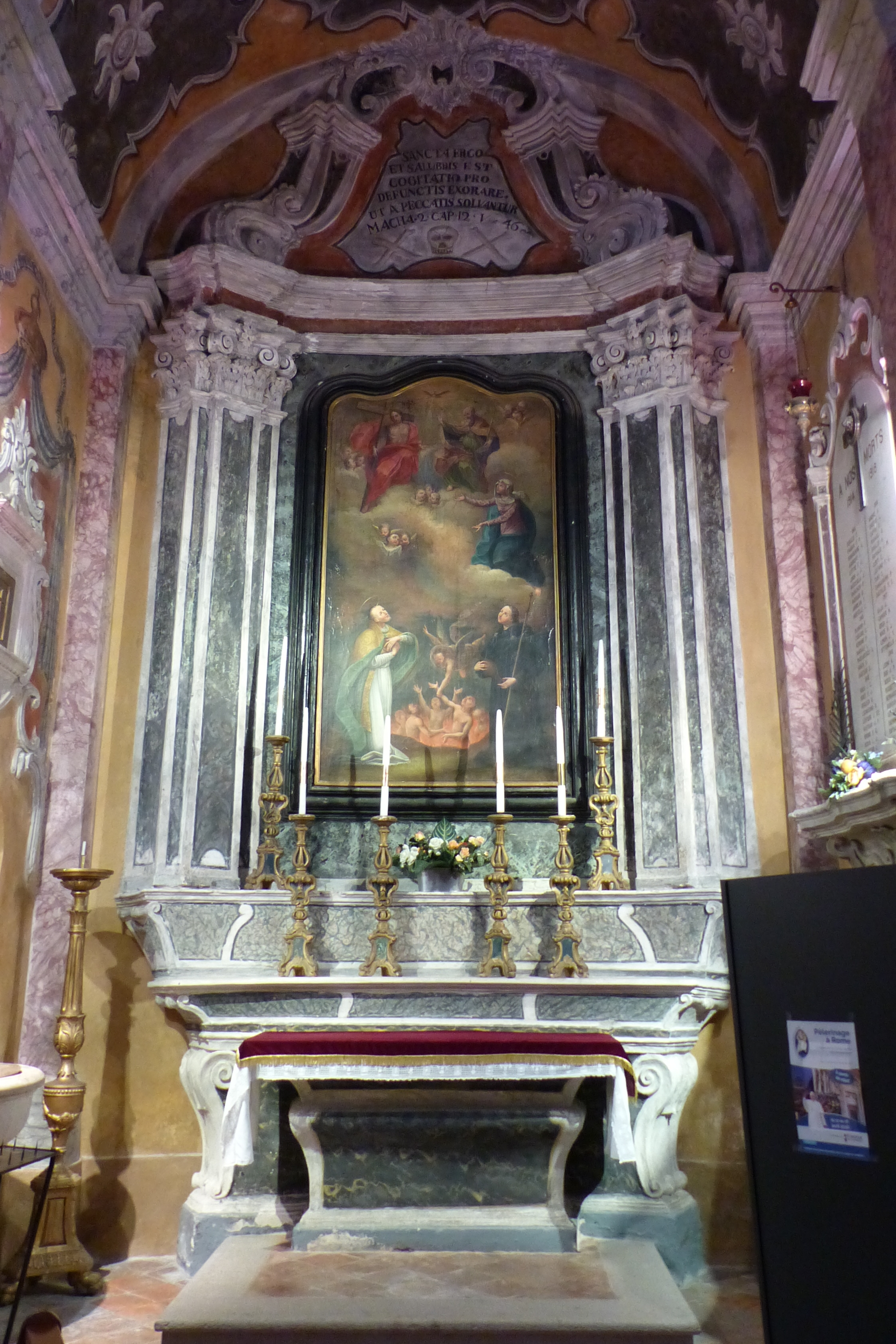
Chapelle Âmes du Purgatoire.
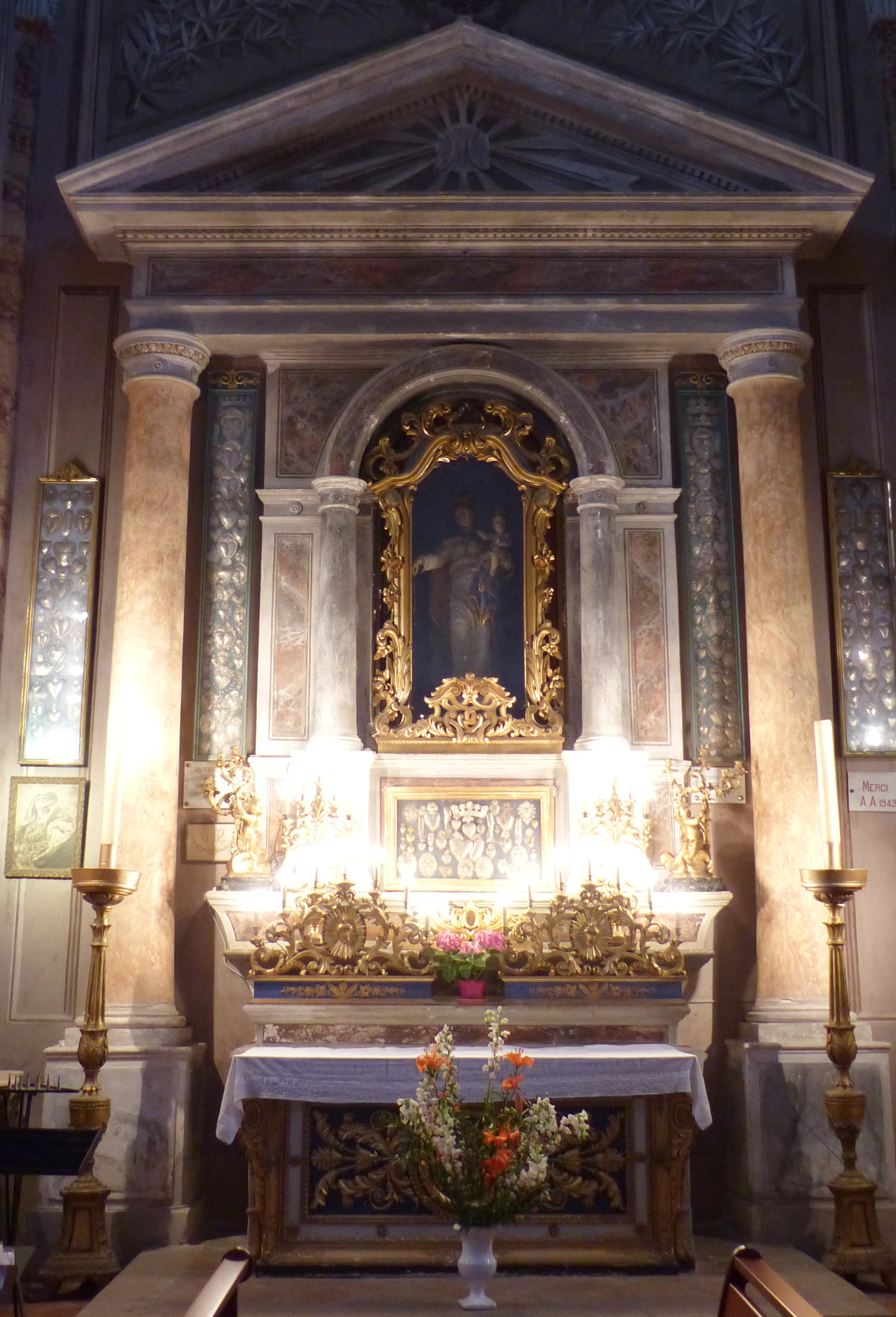
Chapelle du Rosaire.
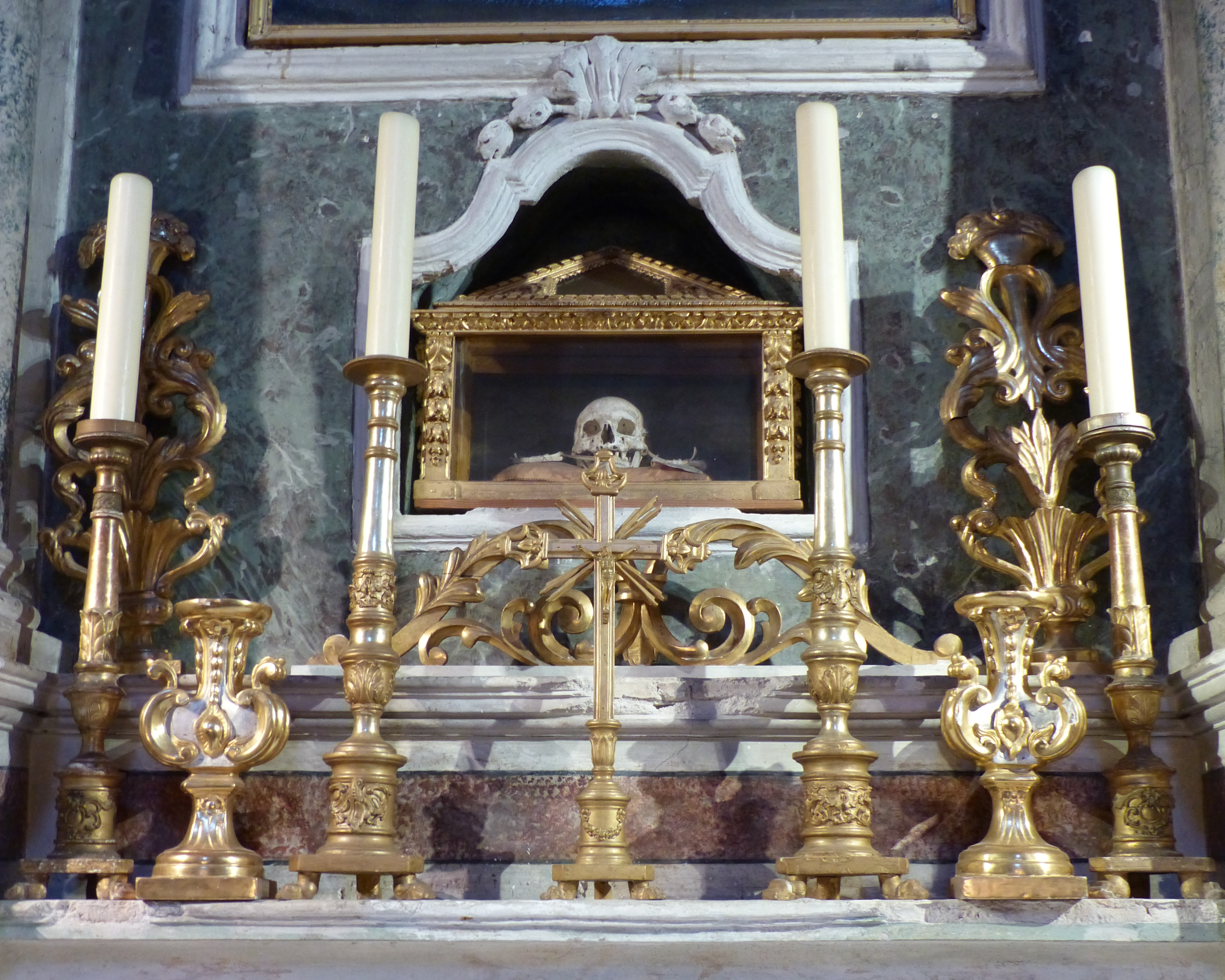
Chapelle St Joseph.
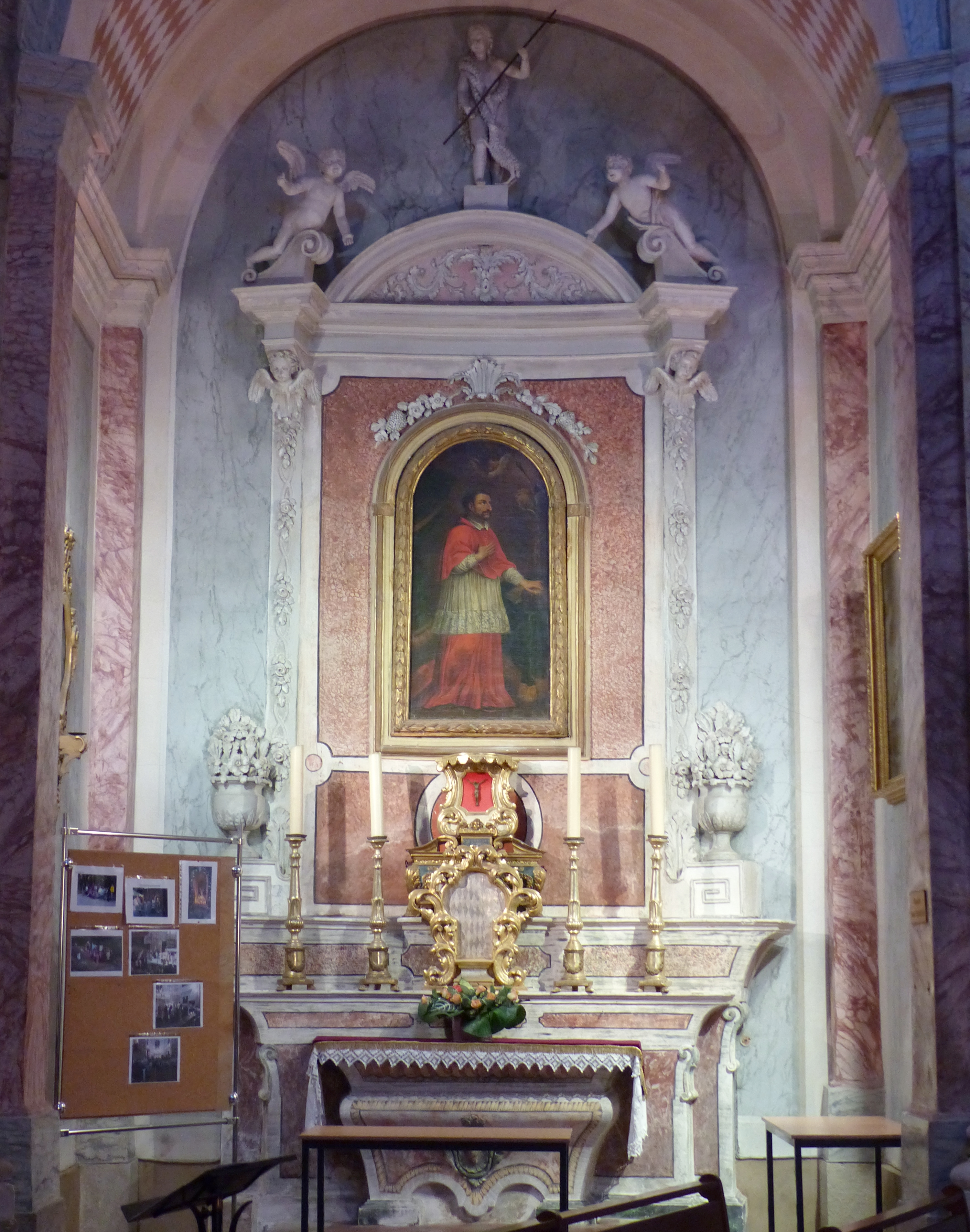
Chapelle St Charles.

## Patrimoine mobilier
La base Palissy donne la liste du mobilier inscrit ou classé au titre des objets, :
Une pietà attribuée à Bréa, saint Marc rédigeant son évangile, toile attribuée à Paul Véronèse, une Flagellation sans doute peinte par un élève de Rembrandt.
La table de communion est en onyx et agate. Le maître-autel, très ouvragé avec ses incrustations de nacre, provient de l’abbaye Saint-Pons de Nice. Il a servi au culte de la déesse Raison sous la Révolution.
L'église dispose d'un orgue de chœur,.